# Chaetodontoplus melanosoma
Chaetodontoplus melanosoma е вид бодлоперка от семейство Pomacanthidae. Видът не е застрашен от изчезване.

## Разпространение и местообитание
Разпространен е в Индонезия, Малайзия (Сабах) и Филипини.
Обитава крайбрежията на морета и рифове. Среща се на дълбочина от 4,5 до 30 m.

## Описание
На дължина достигат до 20 cm.
Популацията на вида е стабилна.